# Zagrad, Gospa Sveta
Zagrad (nemško Sagrad) je naselje v Občini Gospa Sveta v Okraju Celovec-dežela na Koroškem v Avstriji.